# Grand lac Bostonnais
Pour les articles homonymes, voir Bostonnais.
 (décembre 2013).
Le Grand lac Bostonnais est situé dans l'Agglomération de La Tuque, dans la région administrative de la Mauricie, au Québec, Canada. Ce lac constitue un plan d'eau important alimentant la rivière Bostonnais laquelle se déverse à La Tuque dans la rivière Saint-Maurice. Ce territoire est entièrement forestier.

## Géographie
Situé à 62 km (mesuré en ligne directe) au nord-est de la ville de La Tuque, le Grand lac Bostonnais est enchâssé entre des montagnes. La surface de ce lac qui est gelée de novembre à avril, a une altitude moyenne de 413 mètres. L'extrémité nord du lac est situé à une distance de 4,4 km au sud de la route 155 (Québec), reliant La Tuque et Chambord.
Le lac a une superficie de 1 450 ha et retenu par le barrage Bostonnais, un barrage du Gouvernement du Québec. Il se jette dans la rivière Bostonnais. Il est situé dans la zec Kiskissink.
Le lac s'alimente surtout du côté Est par le lac Kiskissink lequel est à son tour alimenté par le sud par la décharge du lac Lescarbot qui constitue le deuxième plan d'eau important à la tête de la rivière Bostonnais. Le lac Kiskissink est fait en longueur en parallèle au Grand lac Bostonnais.
La réfection du barrage du Grand lac Bostonnais est un projet conjoint avec "Canards illimités", la Fondation québécoise de la faune, Hydro-Québec et la Zec Kiskissink d'un coût total de 550 000 $. Ce projet vise à maintenir le niveau du lac afin de favoriser la reproduction de la sauvagine en milieu inondable et la protection des frayères dans les émissaires lors de la période d'étiage d'hiver.[réf. nécessaire]

## Toponymie
Le nom de ce lac commémore Jean-Baptiste Bostonnais, un trappeur abénaquis originaire de Boston, au Massachusetts, en Nouvelle-Angleterre qui avait un territoire de chasse dans la région. Son nom revient souvent dans la toponymie locale avec les Grand et Petit lacs Bostonnais, le chenal Bostonnais, la Petite rivière Bostonnais et l'île Bostonnais. La rivière a donné son nom au village de La Bostonnais, qui avec La Tuque est la seule communauté sur les rives de cette rivière.
Le toponyme "Grand lac Bostonnais" a été inscrit officiellement le 5 décembre 1968 à la Banque des noms de lieux de la Commission de toponymie du Québec.